# Гай Сульпиций Гальба (консул-суффект 5 года до н. э.)
Гай Сульпиций Гальба (лат. Gaius Sulpicius Galba; родился около 38 года до н. э. — умер после 4 года), римский государственный и политический деятель из патрицианского рода Сульпициев Гальб, консул-суффект 5 года до н. э.

## Биография
Отцом Гая Сульпиция Гальбы был претор, носивший такое же имя.
Первым браком он был женат на Муммии Ахаике и имел от неё сыновей Гая и Сервия, вторым браком — на Ливии Оцеллине, от которой детей не имел.
Гай Сульпиций Гальба имел дурное телосложение, низкий рост и был обезображен горбом.
В 5 году до н. э. Гай Сульпиций Гальба занимал должность консула-суффекта.
Возможно, занимал должность проконсула провинции Азия.
Он активно выступал в судах и приобрёл большую известность как оратор.